# Nelson Abeijón
Nelson Javier Abeijón Pessi (Montevidéu, 21 de julho de 1973) é um ex-meio-campista uruguaio que jogou pelo Uruguai, futebol espanhol e italiano e por último pelo River Plate de Montevidéu.

## Carreira
Abeijon integrou a Seleção Uruguaia de Futebol na Copa América de 1995 e 97.

## Título

### Uruguai
- Copa América de 1995

## Ligações Externas
- Estatísticas no NationalFootball